# Neemias Queta
Pour les articles homonymes, voir Queta.
Neemias Esdras Barbosa Queta, né le 13 juillet 1999 à Lisbonne au Portugal, est un joueur portugais de basket-ball mesurant 2,11 m et évoluant au poste de pivot aux Celtics de Boston. Il est le premier joueur portugais de l'histoire à être drafté en NBA.

## Biographie

### Carrière en NBA

#### Kings de Sacramento (2021-2023)
Lors de la draft 2021 de la NBA, il est sélectionné en 39e position par les Kings de Sacramento et devient le premier joueur portugais de l'histoire à être drafté,.
Le 9 août 2021, il signe un contrat two-way.
Le 17 décembre 2021, il devient le premier Portugais de l'histoire de la NBA à jouer un match lors d'une défaite 124 à 105 contre les Grizzlies de Memphis ou il termine la rencontre avec 0 points (0/4 aux tirs), 5 rebonds, 1 passe décisive et 1 contre.
Le 10 janvier 2022, il inscrit ses premiers points en NBA (devenant également le premier joueur portugais à inscrire des points en NBA) lors d'une défaite 109 à 108 contre les Cavaliers de Cleveland en inscrivant 11 points (à 4/7 aux tirs et 3/4 aux lancers-francs), 5 rebonds, 1 passe décisive et 1 interception.
Finalement, il joue 15 matchs en NBA avec les Kings pour sa première saison et joue 14 matchs en G-League.

#### Celtics de Boston (depuis 2023)
Queta est libéré par les Kings avant le début de la saison 2023-2024 . Il signe un contrat two-way avec les Celtics de Boston peu après. Son contrat two-way est converti en un contrat standard en avril 2024. Queta devient champion NBA avec les Celtics de Boston au cours de la même saison.
Le 1er juillet 2024, Queta signe un contrat de plusieurs années avec les Celtics.

## Palmarès

### Palmarès universitaire
- Mountain West Freshman of the Year (2019)
- First-team All-Mountain West (2021)
- Second-team All-Mountain West (2019 et 2020)
- Mountain West Defensive Player of the Year (2019 et 2021)
- Mountain West All-Defensive Team (2019, 2020 et 2021)
- Finaliste du Naismith Defensive Player of the Year Award (2021)

### NBA
- Champion NBA en 2024 avec les Celtics de Boston.
- Champion de la Division Atlantique en 2024 avec les Celtics de Boston.
- Champion de la Conférence Est en 2024 avec les Celtics de Boston.

#### NBA G League
- NBA G League Next Up Game (2023)
- All-NBA G League First Team (2023)
- NBA G League All-Defensive Team (2023)
- Second du MVP de la NBA G League (2023)[7]
- Finaliste de la NBA G League en 2024 avec les Celtics du Maine.

## Statistiques

### Statistiques universitaires
| Saison    | Équipe     | Matchs | Titul. | Min./m | % Tir | % 3pts | % LF | Rbds/m. | Pass/m. | Int/m. | Ctr/m. | Pts/m. |
| --------- | ---------- | ------ | ------ | ------ | ----- | ------ | ---- | ------- | ------- | ------ | ------ | ------ |
| 2018-2019 | Utah State | 35     | 35     | 27,1   | 61,4  | 40     | 56,5 | 8,9     | 1,6     | 0,7    | 2,4    | 11,8   |
| 2019-2020 | Utah State | 22     | 20     | 26,7   | 62,4  | 100    | 67   | 7,8     | 1,9     | 0,4    | 1,7    | 13     |
| 2020-2021 | Utah State | 29     | 29     | 30,0   | 55,9  | 0      | 70,7 | 10,1    | 2,7     | 1,1    | 3,3    | 14,9   |
| Carrière  | Carrière   | 86     | 84     | 28     | 59,4  | 37,5   | 64,6 | 9       | 2       | 0,7    | 2,5    | 13,2   |

### NBA
| Saison    | Équipe     | Matchs | Titul. | Min./m | % Tir | % 3pts | % LF | Rbds/m. | Pass/m. | Int/m. | Ctr/m. | Pts/m. |
| --------- | ---------- | ------ | ------ | ------ | ----- | ------ | ---- | ------- | ------- | ------ | ------ | ------ |
| 2021-2022 | Sacramento | 15     | 0      | 8      | 44,7  | -      | 64,7 | 2,1     | 0,4     | 0,1    | 0,5    | 3      |
| 2022-2023 | Sacramento | 5      | 0      | 5,7    | 66,7  | -      | 0    | 2,2     | 0,2     | 0      | 0,4    | 2,4    |
| 2023-2024 | Boston     | 28     | 0      | 11,9   | 64,4  | -      | 71,4 | 4,4     | 0,7     | 0,5    | 0,8    | 5,5    |
| Carrière  | Carrière   | 48     | 0      | 10     | 59,6  | -      | 66,6 | 1,9     | 0,6     | 0,3    | 0,6    | 4,4    |

#### Playoffs
| Saison    | Équipe   | Matchs | Titul. | Min./m | % Tir | % 3pts | % LF | Rbds/m. | Pass/m. | Int/m. | Ctr/m. | Pts/m. |
| --------- | -------- | ------ | ------ | ------ | ----- | ------ | ---- | ------- | ------- | ------ | ------ | ------ |
| 2023-2024 | Boston   | 3      | 0      | 4,3    | 66,7  | -      | -    | 1       | -       | -      | 0,3    | 1,3    |
| Carrière  | Carrière | 3      | 0      | 4,3    | 66,7  | -      | -    | 1       | -       | -      | 0,3    | 1,3    |

Dernière mise à jour le 18 juin 2024

## Records sur une rencontre en NBA
Les records personnels de Neemias Queta en NBA sont les suivants, :
| Type de statistique        | Saison régulière | Saison régulière          | Saison régulière |
| Type de statistique        | Record           | Adversaire                | Date             |
| -------------------------- | ---------------- | ------------------------- | ---------------- |
| Points                     | 19               | @ Wizards de Washington   | 14 avril 2024    |
| Paniers marqués            | 8                | @ Wizards de Washington   | 14 avril 2024    |
| Paniers tentés             | 11               | @ Wizards de Washington   | 14 avril 2024    |
| Paniers à 3 points réussis | -                | -                         | -                |
| Paniers à 3 points tentés  | -                | -                         | -                |
| Lancers francs réussis     | 6                | @ Clippers de Los Angeles | 23 décembre 2023 |
| Lancers francs tentés      | 8                | @ Clippers de Los Angeles | 23 décembre 2023 |
| Rebonds offensifs          | 6                | 3 fois                    | 3 fois           |
| Rebonds défensifs          | 6                | 3 fois                    | 3 fois           |
| Rebonds totaux             | 12               | @ Clippers de Los Angeles | 23 décembre 2023 |
| Passes décisives           | 5                | @ Hornets de Charlotte    | 12 avril 2024    |
| Interceptions              | 2                | 2 fois                    | 2 fois           |
| Contres                    | 6                | @ Wizards de Washington   | 14 avril 2024    |
| Balles perdues             | 3                | @ Wizards de Washington   | 14 avril 2024    |
| Minutes jouées             | 24               | Cavaliers de Cleveland    | 10 janvier 2022  |

- Double-double : 2
- Triple-double : 0

Dernière mise à jour : 19 avril 2024